# Toromelissa nemaglossa
Toromelissa nemaglossa là một loài Hymenoptera trong họ Apidae. Loài này được Toro & Ruz mô tả khoa học năm 1969.